# NGC 4027
NGC 4027は、からす座の方角に約8300万光年の位置にある棒渦巻銀河である。渦状腕の1本が他よりもかなり大きいため、特異銀河でもある。これは恐らく過去にNGC 4027の中で起きた銀河の衝突のためである。

## 銀河群
NGC 4027は、NGC 4038銀河群の一部である。NGC 4038銀河群には、触角銀河も含まれる。